# Peter Oosterhuis
Peter Oosterhuis (Londen, 3 mei 1948 – Charlotte (North Carolina), 2 mei 2024) was een Britse golfer.

## Amateur
Als amateur speelde Oosterhuis namens het VK in 1967 in de Walker Cup en in 1968 in de Eisenhower Trophy.

## Professional
Oosterhuis werd in 1968 golfprofessional en ging als assistent-pro werken op de Dulwich & Sydenham Hill Golf Club bij Londen. Verder speelde hij op de net opgerichte Europese PGA Tour. Daar won hij vier jaar achter elkaar (1971-1974) de Order of Merit, die toen gebaseerd was op een puntensysteem (niet op verdiend prijzengeld). Colin Montgomerie verbeterde dat record pas in 1997. In 1972 en 1974 was Oosterhuis de speler die het meest verdiend had.
In 1972 verbeterde hij het baanrecord op de Haagsche met een score van 64, het werd diezelfde week geëvenaard door Jack Newton die een eagle maakte op hole 6 en hole 11.
Vanaf 1975 ging Oosterhuis op de Amerikaanse PGA Tour spelen waar hij in 1981 het Canadees Open won. Hij won wereldwijd in totaal twintig toernooien.
Hij heeft nooit een van de Majors gewonnen, maar wel een aantal mooie resultaten geboekt. In 1974 en 1982 werd hij tweede bij het Brits Open, in 1975 stond hij na de 1ste en 2de ronde aan de leiding en eindigde als 7de, drie slagen achter de winnaar en in 1978 werd hij 6de op St Andrews Links.
In 1973 stond hij bij de US Masters na drie rondes aan de leiding, maar eindigde als derde.
Van 1970-1974 was Oosterhuis de beste speler in Europa. In 2016 kreeg hij een levenslang lidmaatschap van de Europese Tour aangeboden uit eerbied voor zijn succesvolle carrière. 

### Gewonnen

#### Europese PGA Tour
- 1972: Penfold Bournemouth Tournament, en onder andere tweede plaats op het Dutch Open op de Haagsche.
- 1973: Piccadilly Medal, Frans Open, Viyella PGA Championship, en onder andere tweede plaats op het Dutch Open op de Haagsche.
- 1974: Frans Open, Italiaans Open, El Paraíso Open po, en onder andere tweede plaats op het Dutch Open op de Hilversumsche.

#### US PGA Tour
- 1981: Canadees Open

#### Elders
Verder heeft hij onder andere gewonnen:
- 1971: Piccadilly Medal, Agfa-Gavaert Tournament, Sunbeam Electric Tournament
- 1989: New Jersey PGA Championship

### Teams
Oosterhuis speelde zes maal in de Ryder Cup namens Groot-Brittannië & Ierland en later namens Europa. Hij won onder anderen van Arnold Palmer en Johnny Miller.
- Ryder Cup: 1971, 1973, 1975, 1977, 1979, 1981

## Na 1987

#### Director of golf
Van 1987 tot 1993 was hij voorzitter van de golf bij de Forsgate Country Club in Jamesburg in New Jersey en bij de Riviera Country Club in Pacific Palisades in Californië.

#### Televisiecommentator
In 1994 ging Oosterhuis als commentator werken bij Sky Sports, en versloeg de toernooien van de Amerikaanse Tour. Ook deed hij tweemaal het Brits Open.
Vanaf 1995 stapte hij over naar Golf Channel's, waarop in die jaren de Europese Tour te zien was. In 1998 kwam hij in vaste dienst van CBS Sports. Hij bleef er tot 2014, toen hij genoodzaakt was te stoppen doordat bij hem de ziekte van Alzheimer werd vastgesteld.
Oosterhuis en zijn echtgenote Ruth Ann woonden in Charlotte (North Carolina).
Oosterhuis overleed op 2 mei 2024, een dag voordat hij 76 zou zijn geworden, aan de gevolgen van de ziekte van Alzheimer.

## Privé
Oosterhuis was de zoon van een sinds de Tweede Wereldoorlog in Londen wonende Nederlandse vader en een Engelse moeder, en een kleinzoon van de natuurkundige Ekko Oosterhuis.